# یادواره‌های لئونارد اویلر
این صفحه فهرست چیزهایی است که به افتخار لئونارد اویلر نامگذاری شده‌است. از آنجایی بسیاری از معادلات؛ نظریه‌ها و توابع مهم ریاضی و فیزیک توسط اویلر کشف شده‌است به جهت جلوگیری از نامگذاری همه‌چیز به نام اویلر، بعضی از چیزها را به نام «اولین شخص بعد از اویلر که آن چیز را کشف کرده‌است» نامگذاری کرده‌اند.
- معادلات اویلر در دینامیک شاره‌ها
- معادلات اویلر در دینامیک اجسام صلب
- معادله کوشی-اویلر
- معادله اویلر-لاگرانژ (در حسابان تغییرات)
- فرمول اویلر {\displaystyle e^{ix}=i\sin {x}+\cos {x}}
- تابع اویلر
- تابع فی اویلر (در نظریه اعداد).
- تساوی اویلر {\displaystyle e^{i\pi }+1=0}
- عدد e ({\displaystyle e\thickapprox {2.71828182846...}}) پایه لگاریتم طبیعی که همچنین با نام عدد نپر هم شناخته می‌شود.
- عدد اویلر، در دینامیک شاره‌ها.
- قضیه اویلر
- مشخصه اویلر
- اویلر ۲۰۰۲ (یک سیارک)
- پروژه اویلر
- انتگرال اویلر
- خط اویلر
- عملگر اویلر
- نظریه چرخش اویلر
- دور اویلری در نظریه گراف
- کلاس اویلر
- نمودار اویلر – که با نام نمودارهای ون نیز شناخته می‌شود
- دیسک اویلر
- مسئله سه جسم اویلر
- نیروی اویلر